# 杉本吉史
杉本 吉史（すきもと よしふみ）は日本の弁護士。大阪公立大学特任教授。大阪簡易裁判所、大阪地方裁判所民事調停委員。

## 略歴
- 大阪府生まれ。
- 1985年 - 京都大学法学部卒業
- 1987年 - 大阪法律事務所入所
- 2002年 - NPO法人「大阪犯罪被害者支援アドボカシーセンター」理事
- 2006年 - 大阪簡易裁判所民事調停委員（現在に到る）
- 2007年 - 大阪地方裁判所民事調停委員（現在に到る）
- 2008年 - 日弁連犯罪被害者支援委員会副委員長（2009年5月まで）
- 2016年 - 大阪市立大学大学院法学研究科特任教授
- 2022年 - 大阪公立大学大学院法学研究科特任教授

## 主著
- 刑事弁護の技術（上）（共著）（1994年10月、第一法規）
- 「逮捕・勾留・保釈と弁護」（共著）（1996年5月、日本評論社）
- 「接見・拘留・保釈・鑑定留置裁判例33選」（共著）（1998年8月、現代人文社）
- 「犯罪被害者支援と弁護士」（共著）（2000年6月、東京法令出版）
- 「2訂版ケーススタディ被害者参加制度・損害賠償命令制度」（共著）（2017年9月、東京法令出版）